# Nóqui
Nóqui é uma cidade e município da província do Zaire, em Angola. É uma das mais importantes cidades portuárias e industriais da província zairense.
O município é constituído apenas pela comuna-sede. Até setembro de 2024 seu território continha as comunas de Lufico e Mepala Lulendo.
A cidade forma uma aglomeração transfronteiriça com a grande localidade quinxassa-congolesa de Matadi; assim, o município tem a característica de conservar a fronteira seca e a fronteira molhada (rio Congo) do território angolano com o Congo-Quinxassa.

## Histórico
Em 1975 era uma circunscrição administrativa colonial portuguesa com quartel de infantaria, administrador, guarda fiscal, alfandega, estação de correios e hospital gerido pela estrutura militar.
A Guerra de Independência de Angola a partir de 1962, e a sua continuação com o nome de Guerra Civil Angolana após 1975, fez a população autóctone, majoritariamente da etnia congo, buscar refúgio contra o conflito no Congo-Quinxassa. A cidade só retomou sua normalidade após 2002.

## Infraestrutura

### Transportes
Nóqui é ligada à Angola e ao Congo-Quinxassa pela Rodovia Transafricana 3, que a conecta à Matadi, ao norte, e; a Quixilua, Mepala e Mabanza Congo, ao sudeste.
A cidade dispõe do importante porto de Nóqui, o maior de Angola fora das zonas litorâneas ou estuarinas, sendo, portanto, o maior porto eminentemente fluvial do país.